# شمد لاوری
شیخ محمد لاوری (زادهٔ ۱۲۹۵ چاه قیل- درگذشتهٔ ۱۳۲۴) مشهور به شَمَّد لاوری فرزند عبدالرحمان است. او یکی از اعضای خاندان شیوخ مدنی و از نوادگان شیخ حسن مدنی است که از خانواده‌های شناخته‌شده در جنوب مرکزی ایران است.
واقعهٔ قتل او و برادرش شیخ صالح دست‌مایهٔ اشعار و سوگنامه‌هایی به زبان‌های فارسی، اچمی و عربی در جنوب ایران شده است.

## شجره‌نامه
نام کامل وی شیخ محمد بن شیخ عبدالرحمان بن شیخ مصطفی بن شیخ حسن ثانی بن شیخ محمد بن شیخ راشد بن شیخ مصطفی بن شیخ حسن مدنی می‌باشد.
مادر او اهل روستای بست قلات بود.

## زندگی و مرگ
او ابتدا طلبه علوم دینی بود و مدتی در این علوم تحصیل کرد. او که به عنوان معتمد و پیش‌نماز فعالیت می‌کرد، به دلایلی در برابر مأموران دولتی قیام می‌کند و پس از دستگیری به لار و سپس شیراز اعزام می‌شود. مدتی در زندان کریمخانی زندانی می‌شود، ولی پس از مدتی از زندان می‌گریزد و برای چندماه در منطقه ایجاد ناامنی می‌کند.
او در تابستان ۱۳۲۴ خورشیدی در ۲۹ سالگی توسط سرهنگ پالار در ایلود به قتل رسید.

## فرهنگ عامه
شمد لاوری در فرهنگ عامهٔ‌ جنوب ایران به عنوان یک شخصیت سلحشور شناخته می‌شود و ابیات فارسی و اچمی دربارهٔ او سروده شده است.
شروهٔ زیر یکی از اشعاری است که در دههٔ ۱۳۴۰ توسط صالح پورریزان در بحرین بازخوانی شده است و از زبان شمد لاوری است:
| کتالی بستم و احیا کنم من |  | رکابی بستم و دعوا کنم من |
| خداوندا نه وخت مُردنم بود |  | سواد پهلوانی در سرم بود  |

ترانه‌ٔ زیر با موسیقی بستکی توسط حسن جابر فرامرزی و با ترجیع‌بند «چینگ بکنم که امناشات» (به معنی: چه کنم که کاری از دستم برنمی‌آید) خوانده شده است:
| خبر شُنگ بُردُ لاور  |  | شُنکُشته شیرِ دلاور   |
| خبر شُنگ بُردُ آسی   |  | شُنگ کُشتُ کاکا براسی |
| (؟)               |  | شیخ صالح غرق خونن  |
| قد شمد بلندن      |  | باب قطار تفنگن     |
| شُنبردِه پله پله    |  | شمد شُنگشته تله     |
| کله خو شَکه دیوونه |  | شَلا نه شیر زمونه   |

از دیگر اشعاری که دربارهٔ واقعه‌ٔ قتل شمد لاوری سروده شده است می‌توان به موارد زیر اشاره کرد:
۱
| جدایی می‌کند بنیاد ما را  |  | خدا بستاند از وی داد ما را |
| ستاند دادم از پالار ظالم |  | به نامردی بکشت سالار ما را |

۲
| الا شمد که آفتابت غروب کرد |  | که ارژنگی بنالد از غم و درد |
| تماما عالم دنیا بگریند     |  | مرو مهمانی پالار، تو برگرد  |

۳
| چنین بود سرنوشت از رب داور |  | جدا گشت از بر ما شیر لاور |
| چه گویم از قضا و چرخ گردون |  | کجا رفتی تو شمد با برادر  |

۴
| خداوندا که شیخ صالح جوانن |  | که شمد لاوری‌مان پهلوانن   |
| سلام من به مادر وارسانید  |  | که ملک فارس پر آه و فغانن |

۵
| سقاب گفتا ننالم دست هرکس  |  | بنالم دست شمد و همین بس   |
| اگر انگشت رساند روی ماشه‌م |  | زنم هر لحظه‌ای ملکی به آتش |

۶
| قنات اولی دعوا به پا شد |  | قنات دومی بختم سیاه شد       |
| قنات سومی آمد تفنگچی    |  | که شمد کشته شد حکم از خدا شد |

۷
| أوقد فإن اللیل، لیل قر والریح یا موقد، ریح صر |  | عسى یرى نارک، من یمر إن جلبت ضیفا، فأنت حر |